# Bocking, England
Bocking är en ort i unparished area Braintree and Bocking, i distriktet Braintree i grevskapet Essex i England. Orten är belägen 1 km från Braintree. Parish hade 4 274 invånare år 1931. År 1934 blev den en del av den då nybildade Braintree and Bocking. Byn nämndes i Domedagsboken (Domesday Book) år 1086, och kallades då Bochinges.